# 劉綱 (弘治進士)
劉綱（1456年—？），字克立，號秋溪，直隸河間府任丘縣人，民籍，明朝政治人物。

## 生平
順天府鄉試第二十名舉人。弘治三年（1490年）中式庚戌科會試第二百三十八名進士，授山西屯留縣知縣。弘治十二年，升任禮部主客司主事、禮部主客司提督會同館。后歷任刑部員外郎、刑部郎中。正德元年（1506年）五月往山东录囚，出任陝西西安府知府，三年五月升山西布政司右參政，仍掌府事。

## 家族
曾祖劉奉；祖父劉玉；父劉珍，布政司照磨。母王氏；繼母李氏。具庆下。